# Alligny-en-Morvan
 Alligny-en-Morvan  es una población y comuna francesa, en la región de Borgoña, departamento de Nièvre, en el distrito de Ville de Château-Chinon y cantón de Montsauche-les-Settons.

## Demografía
| 883 | 809 | 734 | 709 | 679 | 656 |
| Para los censos de 1962 a 1999 la población legal corresponde a la población sin duplicidades (Fuente: INSEE [Consultar]) |     |     |     |     |     |